# BSG Rotation Dresden

Vereinslogo

Die BSG Rotation Dresden (1948–1951 BSG Sachsenverlag Dresden) war eine Betriebssportgemeinschaft in  Dresden von 1948 bis 1990. Die Fußballmannschaft war einmal Sächsischer Pokalsieger (1951/52) und zweimal Oberliga-Vierter (1951/52, 1952/53). Nachfolger ist der TSV Rotation Dresden 1990 e.V.

## Geschichte
Die BSG Sachsenverlag Dresden wurde am 24. August 1948 gegründet. Sie gehörte zum gleichnamigen Sachsenverlag Dresden.
Am 11. Januar 1951 wurde sie in BSG Rotation Dresden umbenannt, entsprechend den neuen standardisierten Bezeichnungen, wobei Betriebssportgemeinschaften im polygraphischen Gewerbe, vor allem von Verlagen, so benannt wurden. Im November 1954 wurde die Sektion Fußball ausgegliedert und der SC Einheit Dresden angeschlossen.
1966 wurde die BSG Rotation Dresden-Mitte angeschlossen, die spätestens seit der Saison 1960/61 gesondert bestand.
1990 wurde die BSG Rotation Dresden aufgelöst. Stattdessen wurde der TSV Rotation Dresden 1990 e.V. gegründet.

## Fußball

### Entwicklung
Die neugegründete BSG Sachsenverlag gewann in der ersten Saison 1948/49 die drittklassige 1. Kreisklasse Dresden. Sie spielte dann 1949/50 in der Bezirksklasse Dresden.
Am 1. Mai 1950 wurde ihr der neue sächsische Landesmeister SG Mickten eingegliedert. Mit der gemeinsamen Mannschaft wurde die Aufstiegsrunde für die Oberliga gewonnen. Zu den wichtigsten Spielern wurden die Routiniers Fritz Ritter, Kurt Hoegg, Heinz Berner und die jüngeren Heinz Nicklich, Felix Vogel und Eberhard Petersohn, alle von der SG Mickten. In der übernächsten Saison 1951/52 wurde die BSG Rotation überraschend Vierter, nur zwei Punkte hinter dem Meister und Lokalrivalen  SG Volkspolizei Dresden. Auch in der folgenden  Saison 1952/53 wurde sie Vierter, außerdem Sächsischer Landespokalsieger und Gewinner des Pokals der Sportvereinigung Rotation. Den größten Anteil daran hatten die Stürmer Prenzel, Vogel, Arlt, Müller und Petersohn, die am Saisonende mit 65 Toren die meisten Tore in der Oberliga erzielt hatten. Harry Arlt wurde  sogar Torschützenkönig mit 26 Toren.
Am Sonntag, den 14. November 1954 bestritt die Oberligamannschaft der BSG Rotation Dresden zum letzten Mal ein Punktspiel unter dem alten Namen.
Danach wurde sie  im Zuge der Konzentrierung des Leistungssport in die SC Einheit Dresden eingegliedert. Seit dem 21. November 1954 spielte sie mit dieser Bezeichnung.

### Platzierungen
Die BSG Rotation erreichte diese  Platzierungen
| Saison    | Spielklasse                       | Platz | Spiele | Tore  | Punkte | Zuschauer | Bemerkungen                                                                           |
| --------- | --------------------------------- | ----- | ------ | ----- | ------ | --------- | ------------------------------------------------------------------------------------- |
| 1948/1949 | 1. Kreisklasse Dresden, Staffel 2 | 1.    | 16     |       |        |           | drittklassig                                                                          |
| 1949/1950 | Bezirksklasse Dresden, Staffel 1  | ?     | 18     |       |        |           | Eingliederung des sächsischen Meisters SG Mickten und Qualifikation für die Oberliga. |
| 1950/1951 | Oberliga                          | 12.   | 34     | 64:61 | 30:38  | 14.235    |                                                                                       |
| 1951/1952 | Oberliga                          | 4.    | 36     | 73:44 | 46:26  | 16.750    |                                                                                       |
| 1952/1953 | Oberliga                          | 4.    | 32     | 65:55 | 36:28  | 16.156    |                                                                                       |
| 1953/1954 | Oberliga                          | 7.    | 28     | 46:39 | 28:28  | 16.142    |                                                                                       |

### Pokalteilnahmen
FDGB-Pokal
- 1949/50 Viertelfinale
- 1951/52 Viertelfinale
- 1952/53 1. Hauptrunde

Weitere Pokale
- 1950/51 Finale Pokal der Sportvereinigung Rotation
- 1951/52 Sieger Pokal der Sportvereinigung Rotation
- 1951/52 Sieger Sächsischer Landespokal

## Weitere Sportarten
Schach
Die Sektion Schach nahm 1953 erstmals an den DDR-Mannschaftsmeisterschaft teil und wurde 7. und letzte.
Danach gab es diese Platzierungen
- 1954 7. (von 11)
- 1955 4.
- 1956 4.
- 1957 7. der Oberliga (darüber gab es noch eine Sonderliga mit vier Mannschaften)
- 1958 4. der Oberliga
- 1959 8. der zweitklassigen 1. Liga
- usw.

Bowling und Tischtennis
Außerdem gab es noch die Sektionen Bowling (Kegeln) und Tischtennis spätestens seit der Eingliederung der BSG Rotation Dresden-Mitte 1966, sowie wahrscheinlich weitere Sportarten.